# British West Indian labour unrest of 1934–1939
British West Indian labour unrest of 1934–1939 var en period av svår social oro, innefattande upplopp, demonstrationer och strejker som ägde rum i Brittiska Västindien mellan 1934 och 1939. Oroligheterna började som ett resultat av arbetslöshet som bröt ut i Västindien under Den stora depressionen och fortsatte i missnöjet över de allmänna sociala orättvisorna och levnadsförhållandena, och fortsatte fram till att arbetslösheten upphörde på grund av krigsarbetet under andra världskriget. På den största kolonin Jamaica utbröt en massrörelse mot kolonialväldet i form av 1938 Labour Rebellion. Oroligheterna resulterade i att den brittiska regeringen tillsatte Moyne Commission, vars rapport ledde till ett omfattande brittiskt reformpaket som införde parlamentarism och allmän rösträtt i de brittiska kolonierna i Västindien, som kom att leda till självständighet med början efter kriget. 